# 西一祥
西 一祥（にし かずよし、1930年5月15日 - 1993年4月23日）は、日本の能楽研究者。
日本大学文学部卒業、日本大学大学院文学研究科修士課程修了。日本大学国際関係学部教授を務めた。1993年4月23日、心筋梗塞のため死去。

## 著書
- 世阿弥研究 さるびあ出版 1967
- 日本の芸能 歴史と伝統 笠間書院 1979.1
- 演劇と学校 南窓社 1980.3
- 世阿弥論 桜楓社 1980.4
- 世阿弥 人と芸術 桜楓社 1985.4
- 日本文化論考 美とこころの諸相 笠間書院 1987.3

## 共編著
- 東海・北陸 岩城之徳、藤田福夫共著 学燈社 1974 (文学と史蹟の旅路)
- ニューヨークアズナンバーワン 三浦寛也共編 千城 1981.1
- ビューティフルライフ 三浦寛也共編 千城 1983.1
- 能楽海外公演史要 松田存共編 錦正社 1988.10
- 演劇史と演劇理論 日本演劇の流れをたどり西欧にも目をむける 毛利三弥共編著 放送大学 1989.4
- 東西演劇の比較 毛利三弥共編著 放送大学 1993.3
- 能・謡曲選 松田存共編 翰林書房 1993.5

## 参考
- 「演劇史と演劇理論」

| スタブアイコン | サブスタブ | この項目は、まだ閲覧者の調べものの参照としては役立たない、人物に関連した書きかけの項目です。この項目を加筆・訂正などしてくださる協力者を求めています（P:人物伝/PJ:人物伝）。 |